# Oxythaphora delta
Oxythaphora delta là một loài bướm đêm trong họ Noctuidae.